# Palazzo Cosmo Centurione
Il palazzo Cosmo Centurione, detto anche palazzo Durazzo Pallavicini, è un edificio storico italiano, sito in via Lomellini 8, nel centro storico di Genova. È uno dei Palazzi dei Rolli che furono designati, al tempo della Repubblica di Genova, a ospitare gli ospiti di alto rango durante le visite di stato per conto del governo genovese.
L'edificio è fra i 42 palazzi dei rolli selezionati e dichiarati Patrimonio dell'umanità dall'UNESCO il 13 luglio 2006.
Dal 1989 è sottoposto a vincolo di tutela da parte della soprintendenza.
Per la sua architettura e per gli affreschi conservati all'interno è un significativo esempio di barocco genovese.

## Storia e descrizione
Di antica proprietà della famiglia di Giorgio Centurione, il palazzo giunse per via ereditaria al senatore Ansaldo Imperiale Lercari, che contribuì a conferirgli la caratteristica imponenza architettonica. Sorta lungo un asse viario di persistente importanza cittadina, la dimora risentiva positivamente della costruzione dell'attigua chiesa e dell'oratorio di San Filippo Neri avvenuta tra il 1674 e il 1755.
L'aspetto moderno del palazzo gli venne conferito all'inizio del Settecento dalla facoltosa famiglia dei Pallavicini, la quale ne divenne proprietaria in seguito al matrimonio di Paolo Gerolamo III con Caterina Imperiale Lercari Pallavicini, marchesa di Mombaruzzo, che lo portò in dote. Avendo deciso di farne la propria residenza stabile, il palazzo fu, tra il 1718 e il 1724, interamente ristrutturato per opera dell'architetto Giacomo Viano, ingaggiato da Paolo Gerolamo III Pallavicini. A lui sono dovute le facciate, l'atrio, lo scalone monumentale, e l'appartamento di rappresentanza del secondo piano nobile. Il Viano intervenne sull'originario impianto cinquecentesco, traducendo in un linguaggio spaziale sostanzialmente diverso l'atrio e lo scalone, nonostante siano state integrate in prevalenza le colonne e i marmi appartenenti alla scala precedente.
A Viano si attribuiscono i prospetti principali verso San Filippo e via Lomellini, scanditi da cornici marcapiano, lesene, timpani e motivi floreali, e la creazione di una galleria, affrescata da Domenico Parodi. Dello stesso Parodi, commissionati da Paolo Gerolamo III Pallavicino nel 1730, furono gli affreschi con "Lo sbarco di Colombo nelle Americhe", e "Allegoria della Stirpe Genovese", mentre di Giacomo Boni sono le storie di Zefiro e Flora: testimonianze architettonica e decorativa di gusto arcadico.
Tra il 1756 e il 1763 il palazzo fu definitivamente ampliato, occupando l'isolato sul retro, e arricchito da un giardino pensile "per dare luce alla fabbrica aggiunta". Autori di questo delicato intervento di ricucitura urbana e architettonica, sostanzialmente finalizzata ad accogliere i diversi appartamenti dei due proprietari, i fratelli Giuseppe e Domenico Pallavicini, figli di Paolo Gerolamo, furono i capi d'opera Bartolomeo e Giovanni Orsolino.

## Galleria d'immagini

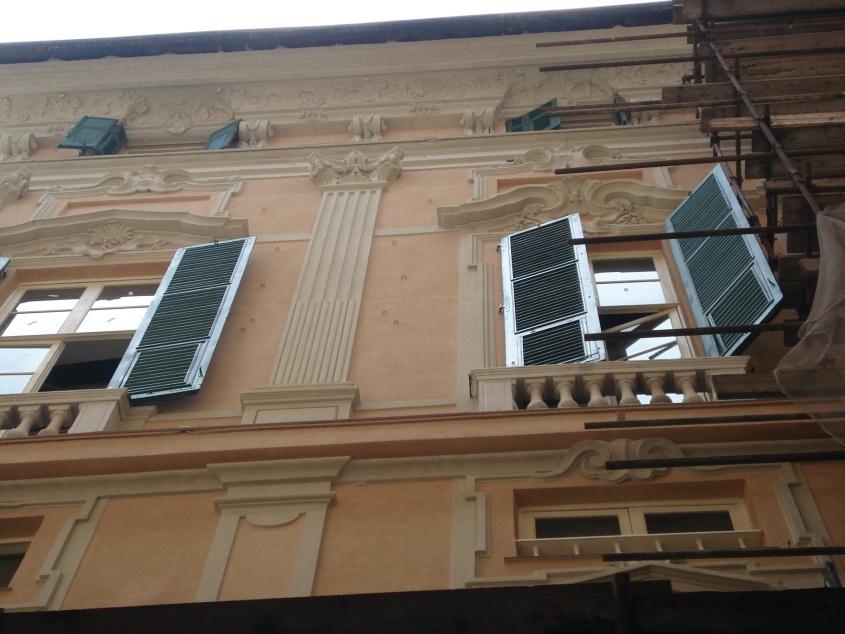
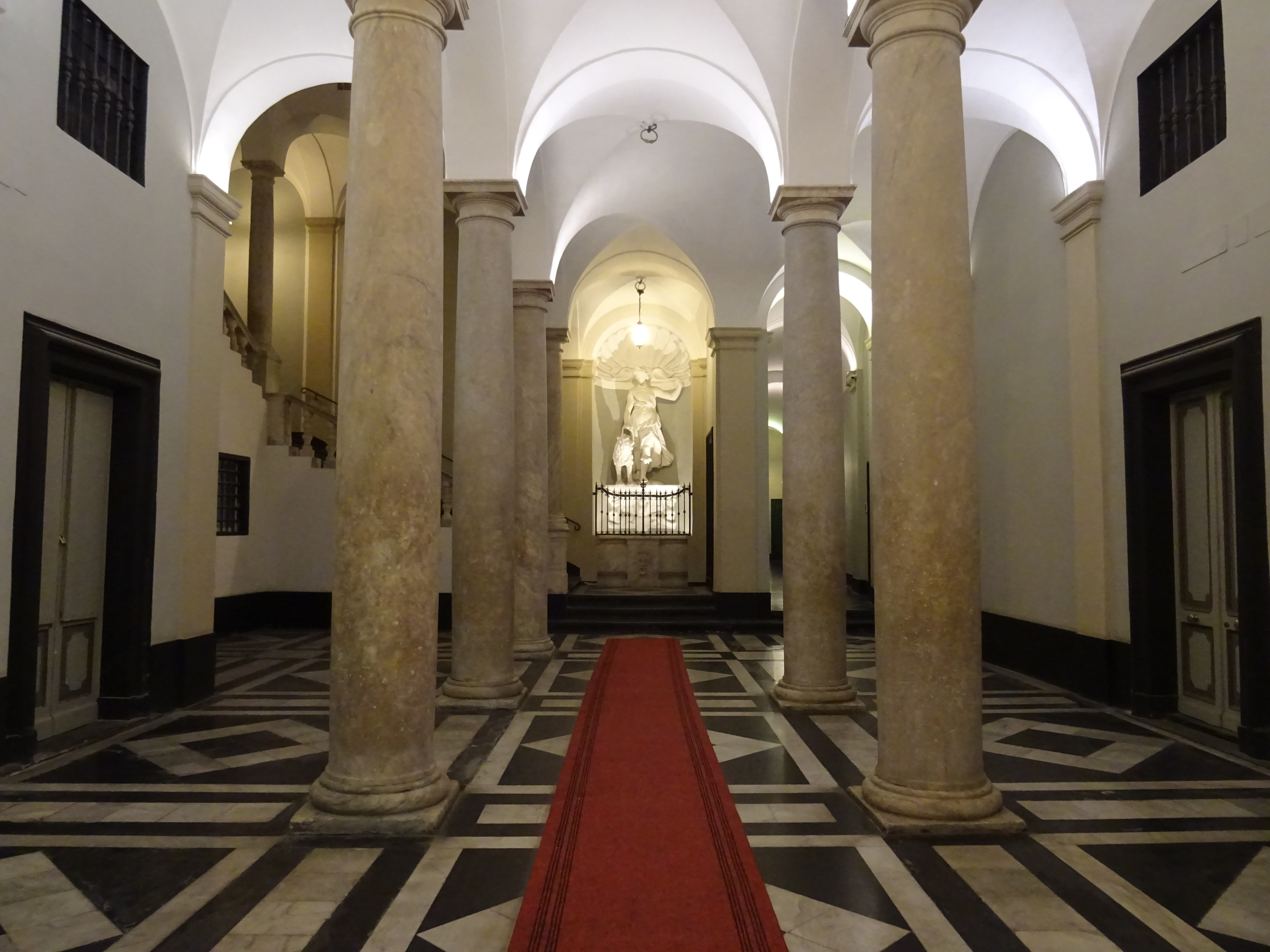
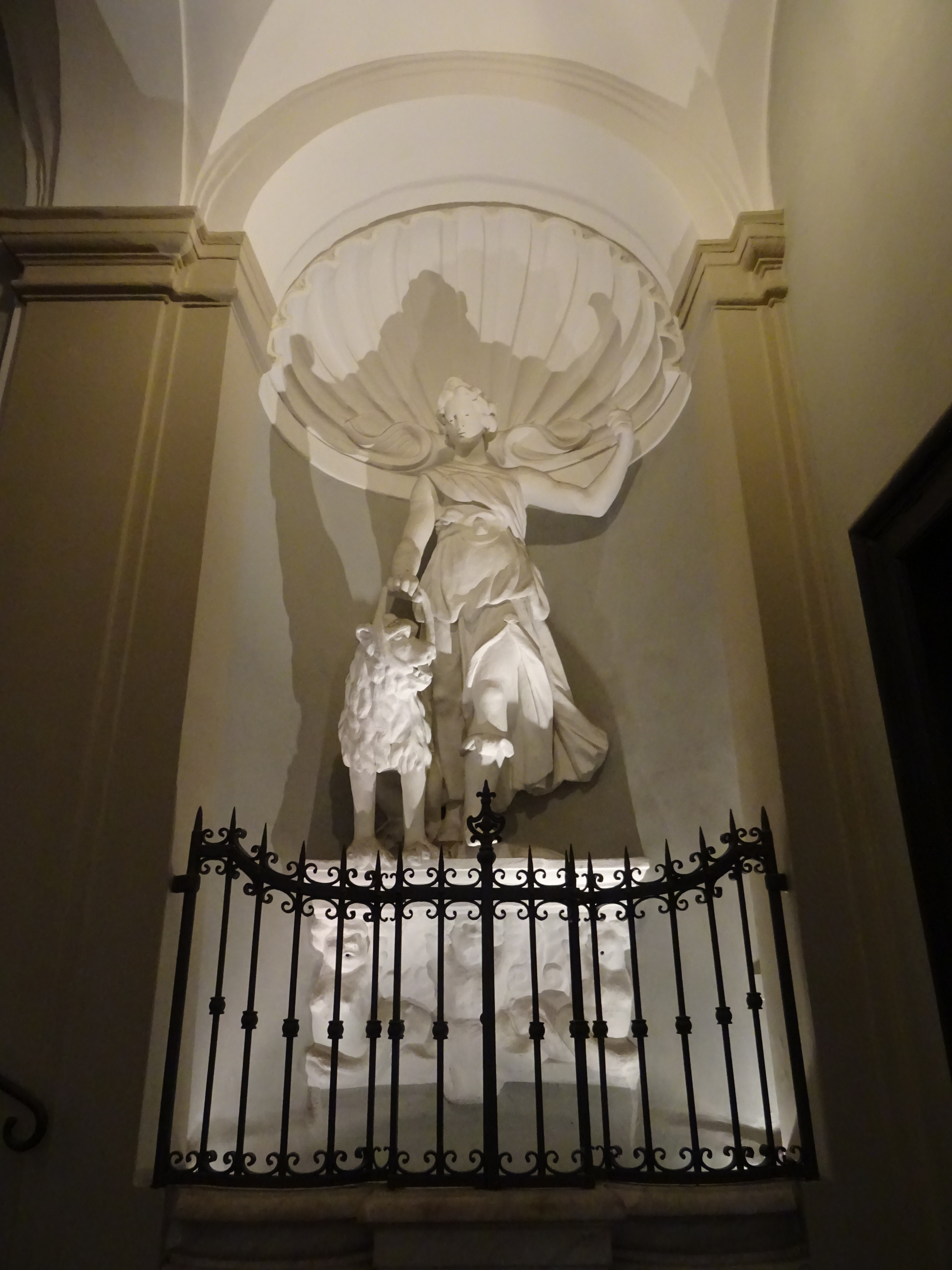
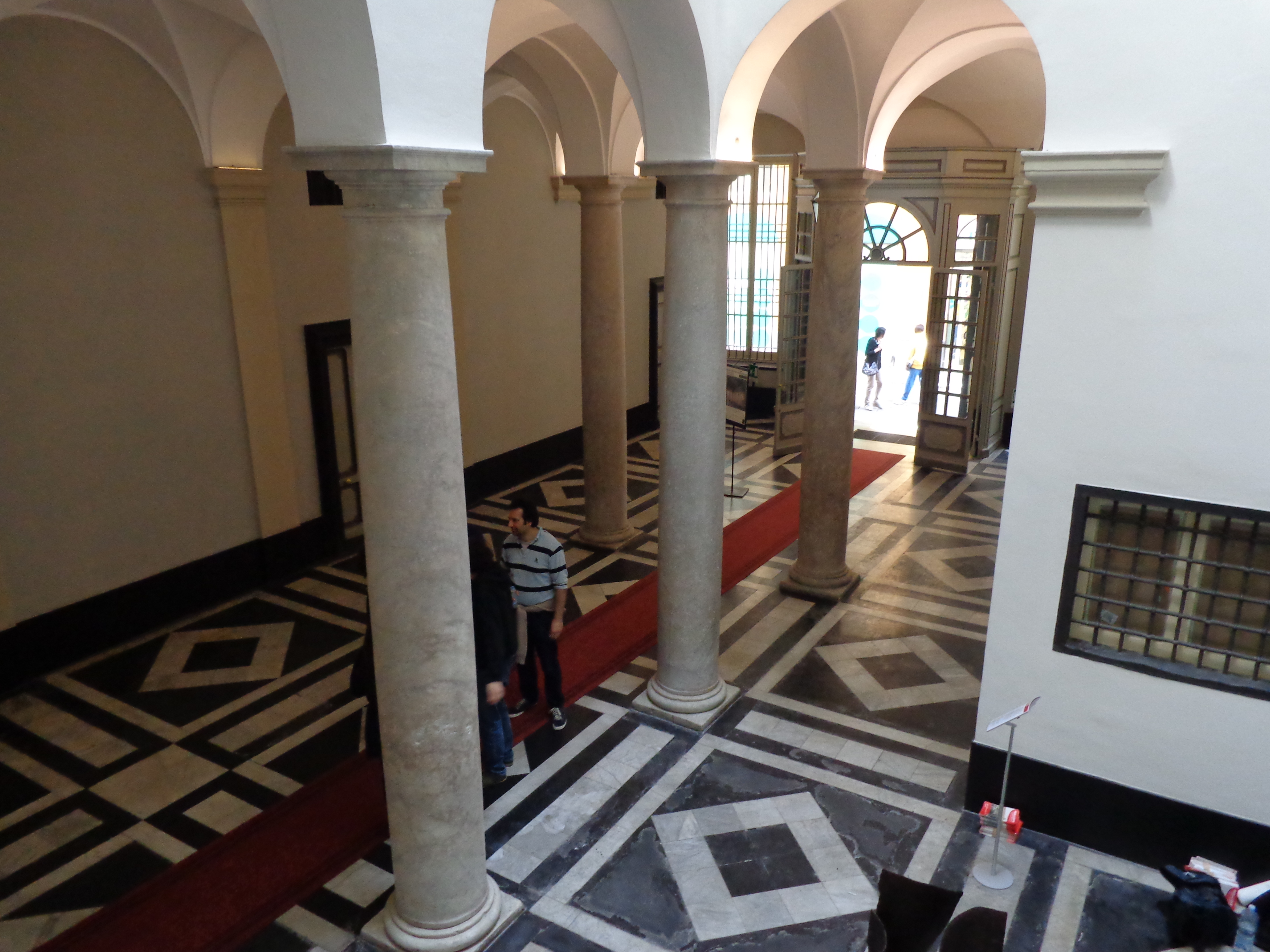
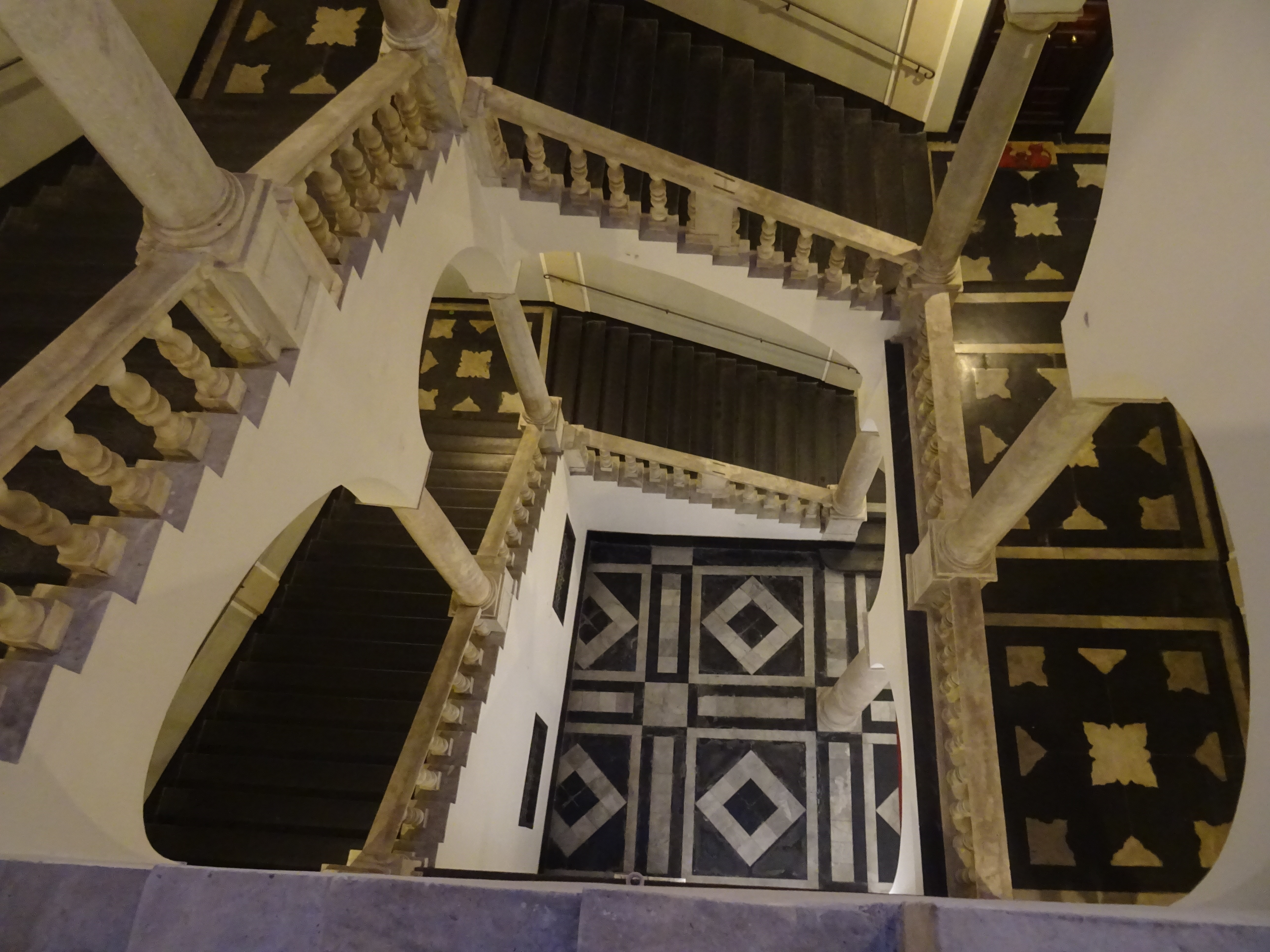
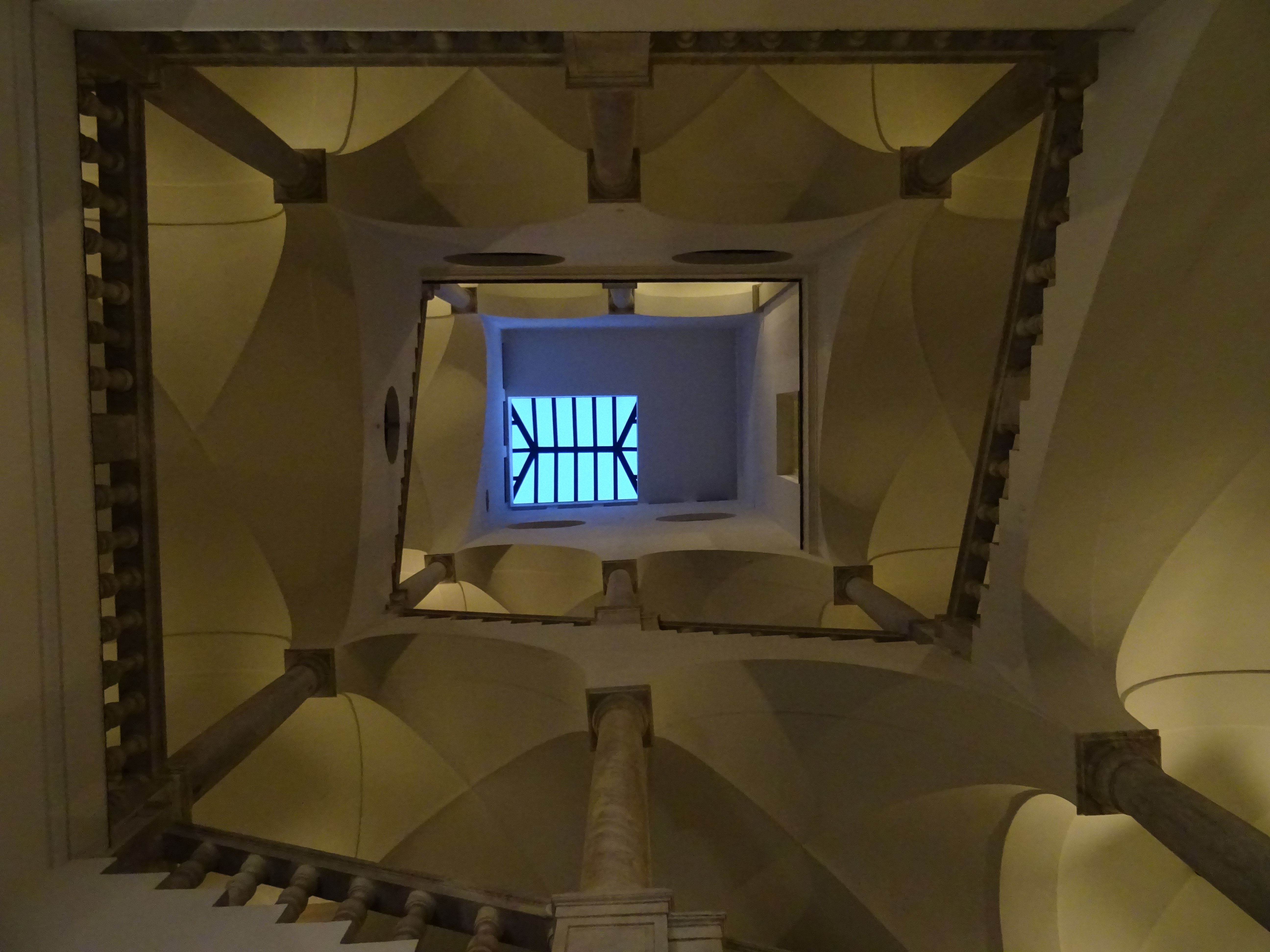
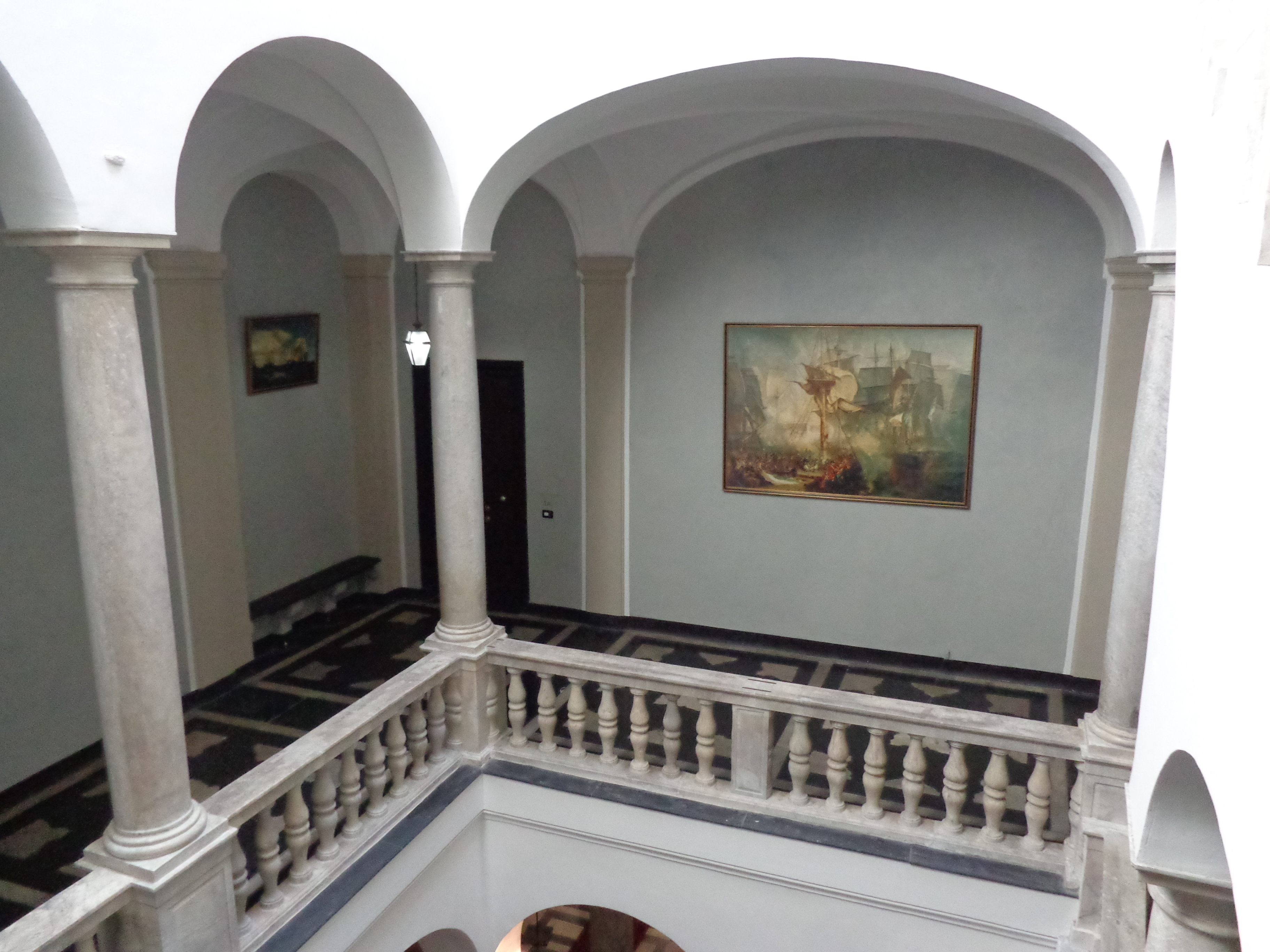
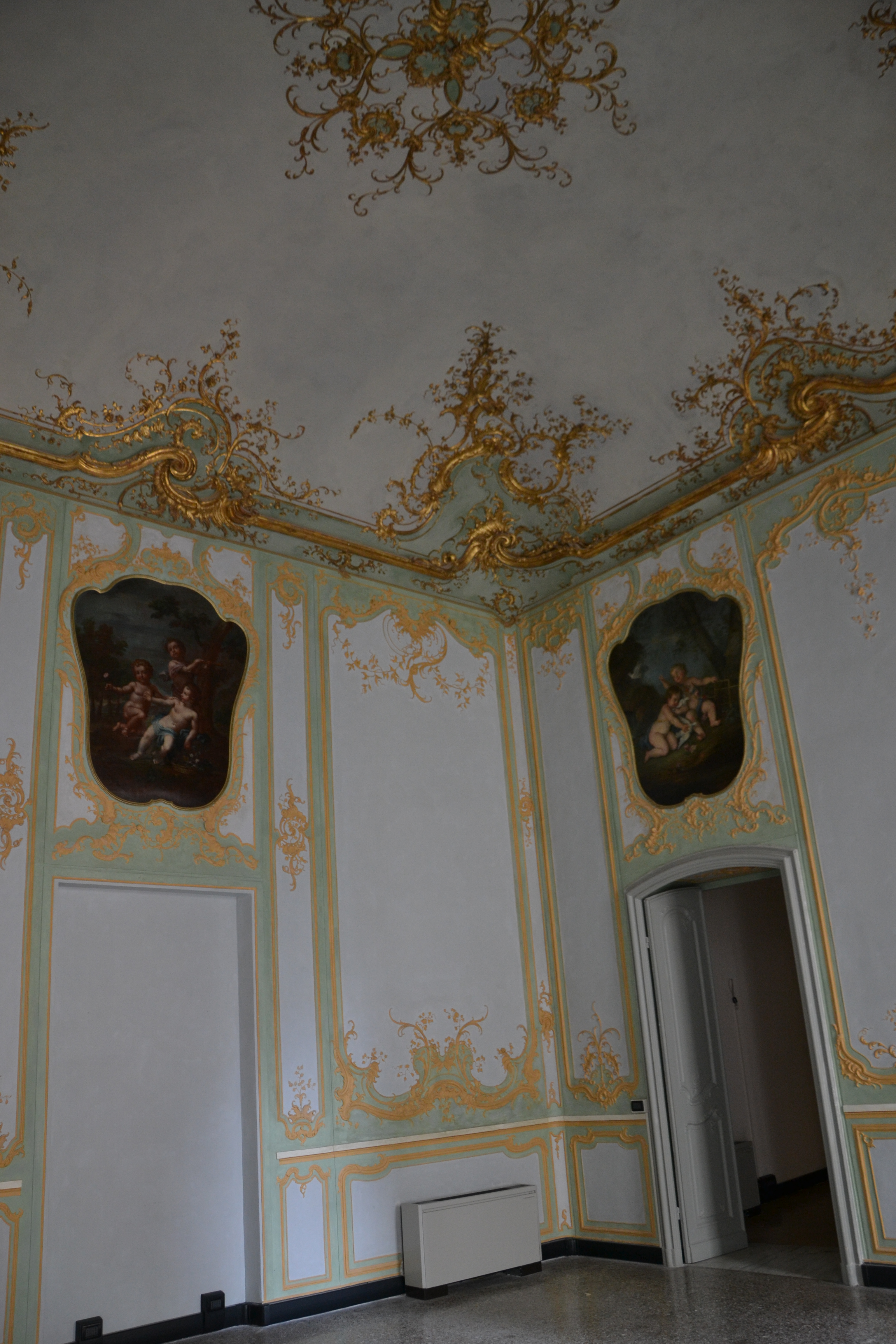
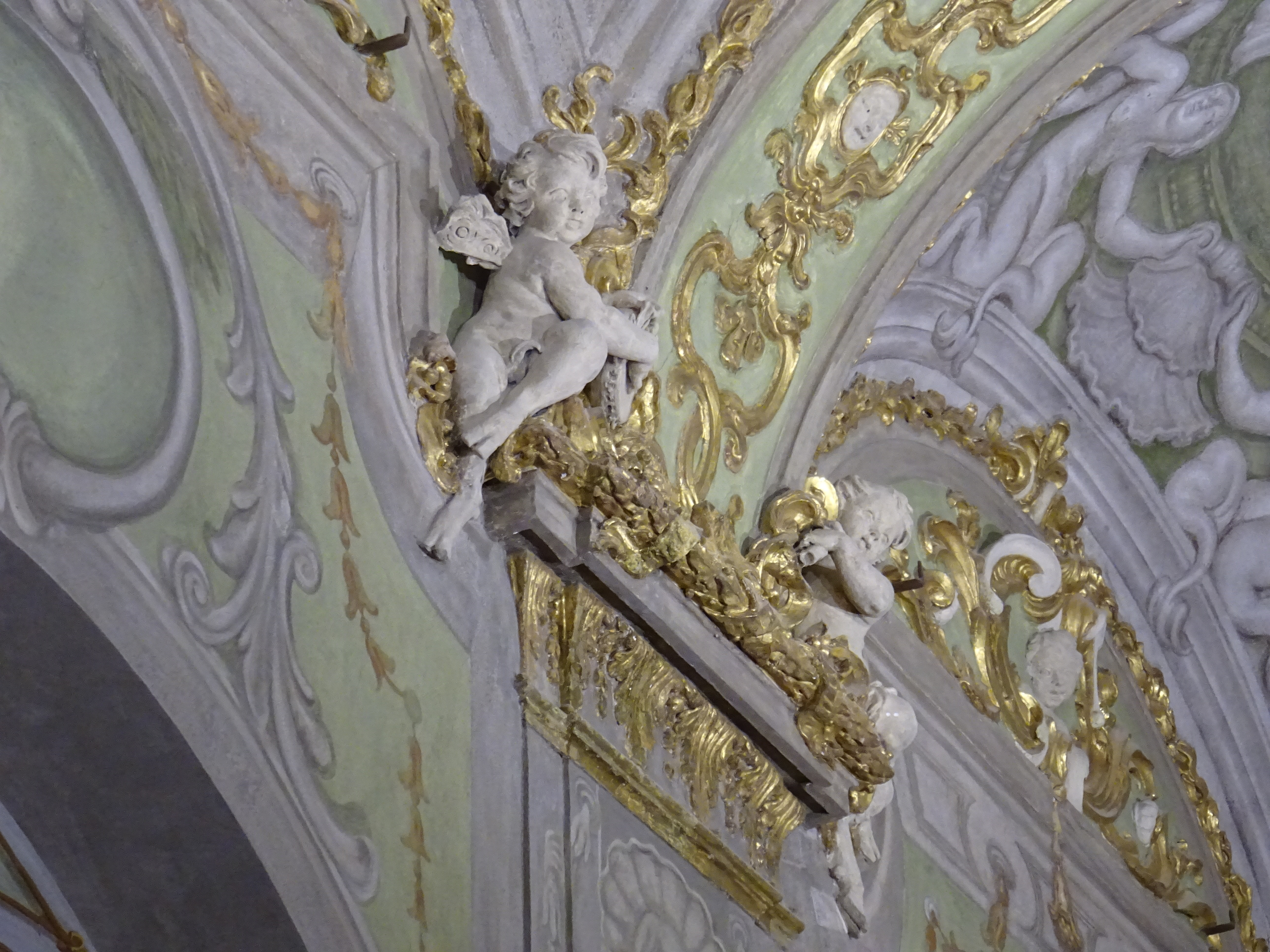
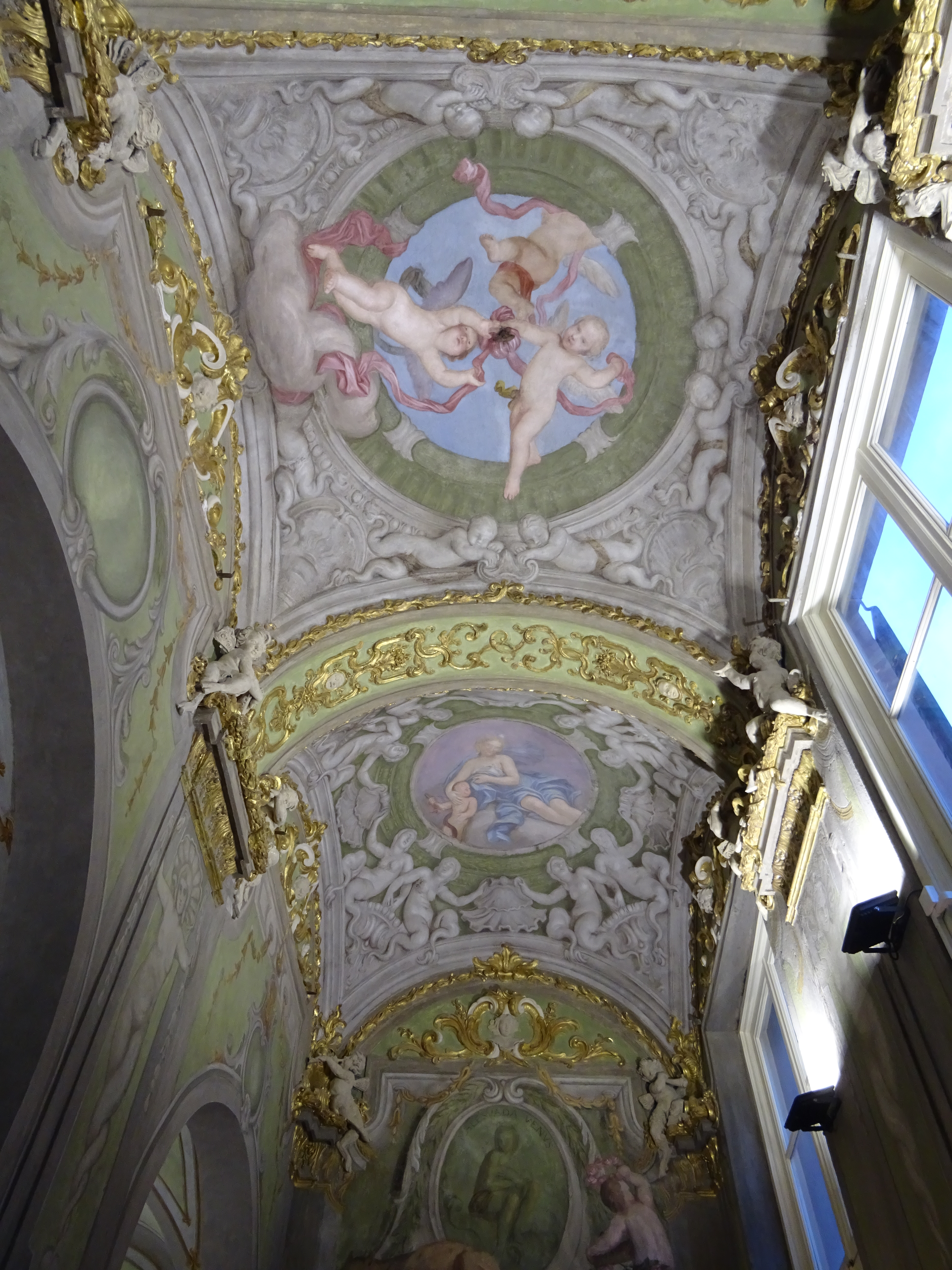
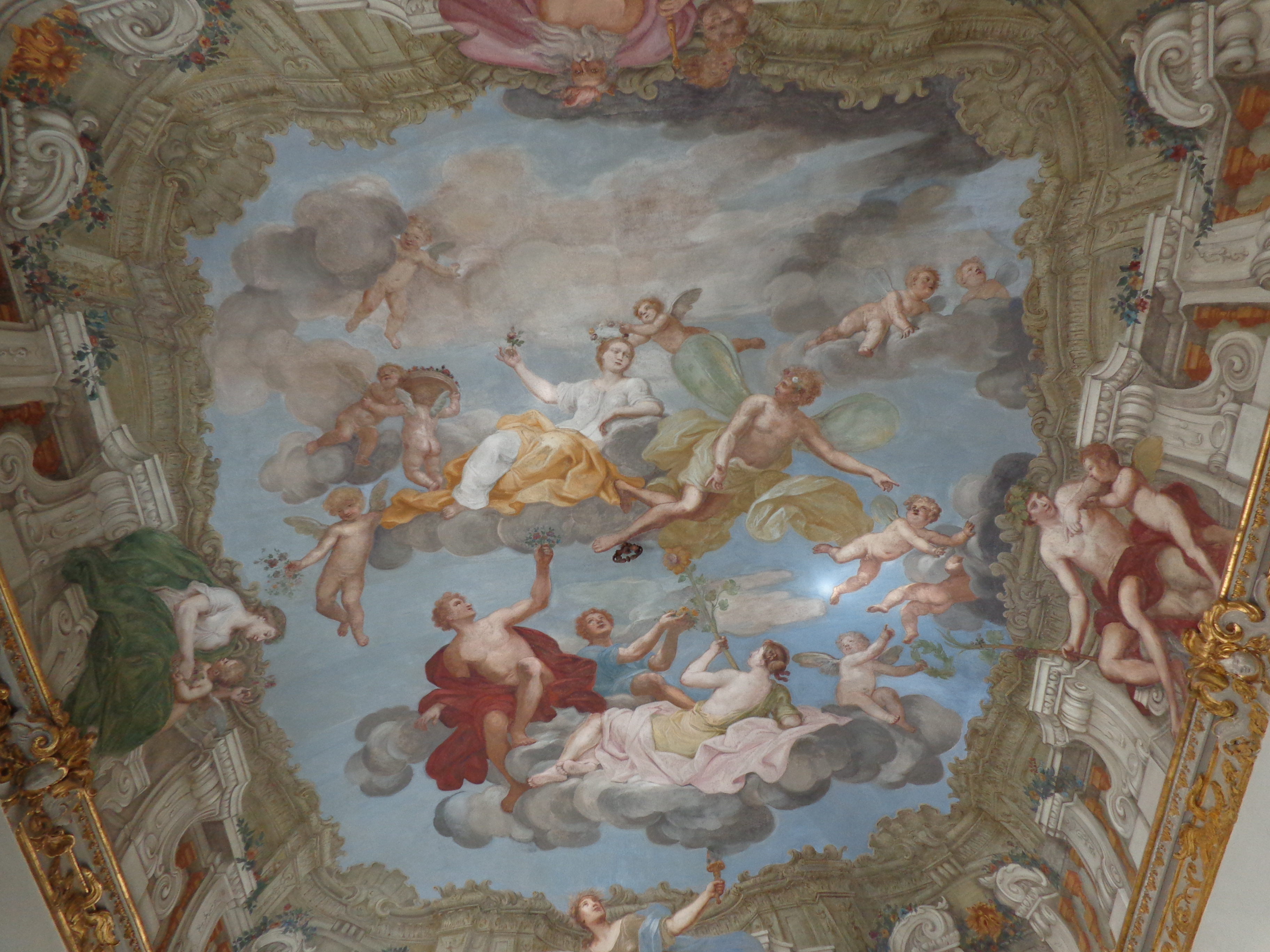
Giacomo Boni, Storie di Zefiro e Flora
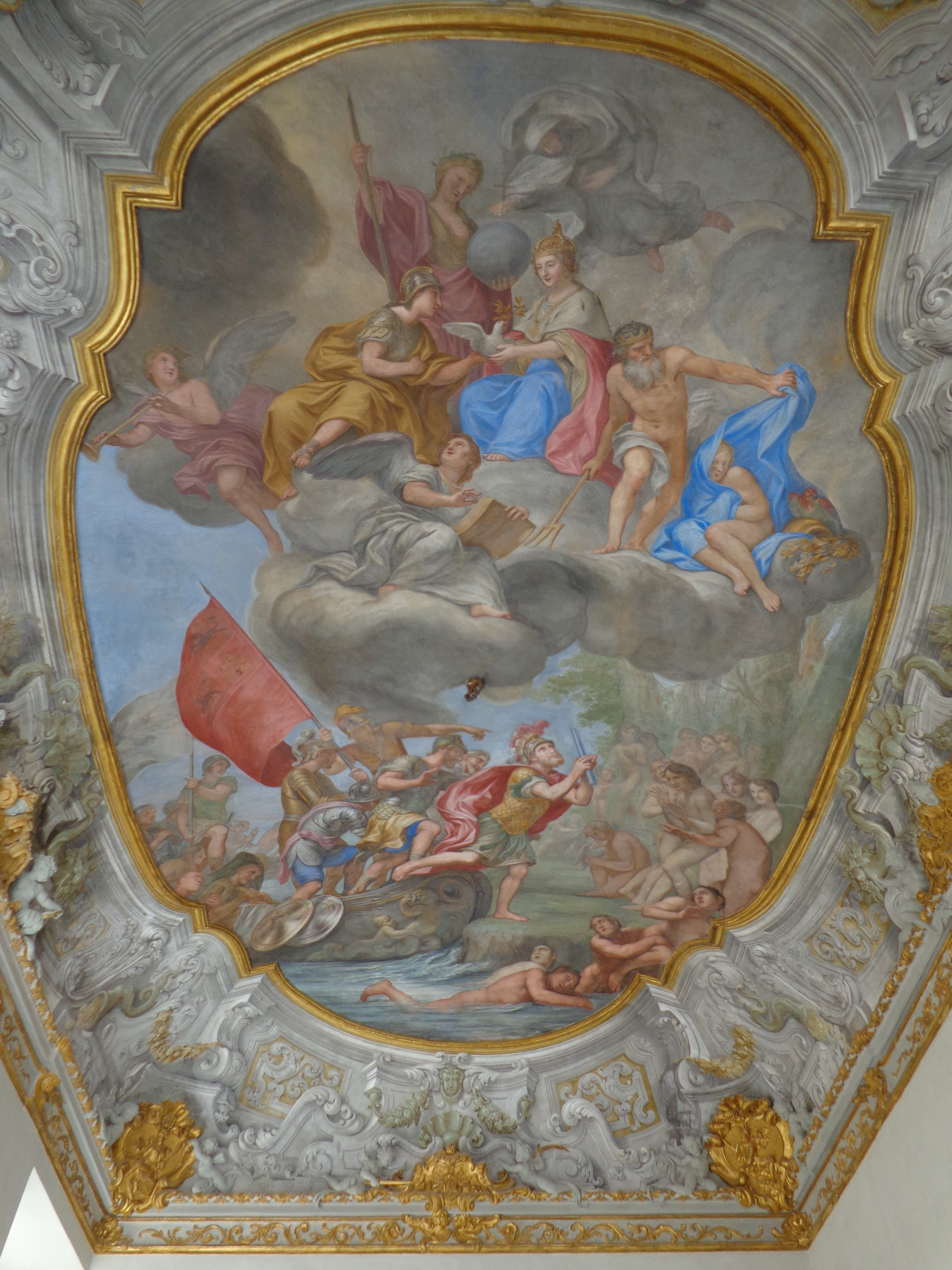
Domenico Parodi, "Lo sbarco di Colombo nelle Americhe"